# Catherine Rihoit
Catherine Rihoit (* 1950 in Caen) ist eine französische Schriftstellerin.

## Leben
Catherine Rihoit bestand die Agrégation im Fach Englisch und lehrte eine Zeit an der Sorbonne. Ab 1977 trat sie mit einem Dutzend Romanen hervor, von denen 2 preisgekrönt und 3 auch ins Deutsche übersetzt wurden. Von 1986 bis 2018 kamen 5 Biographien über starke Frauenfiguren hinzu, unter denen sich 2 Heilige befanden.

## Werke

### Erzählwerke
- Portrait de Gabriel. Gallimard, Paris 1977.
- Le Bal des débutantes. Gallimard, Paris 1977.  (Prix des Deux Magots 1979)
  - (deutsch) Debütantenball. Verlag Neues Leben, Berlin 1981. (übersetzt von Anna Kamp)
  - (deutsch, andere Ausgabe desselben Textes) Die Debütantin oder wie man das Leben beim Schwanz packt. Rowohlt, Reinbek bei Hamburg 1982.
- Les Abîmes du cœur. Gallimard, Paris 1980. (Prix Anaïs-Ségalas 1980 der Académie française)
- Les Petites annonces. Gallimard, Paris 1981.
- La Favorite. Gallimard, Paris 1982.
  - (deutsch) Die Favoritin. Verlag Neues Leben, Berlin 1986. (übersetzt von Eva Schewe)
- La nuit de Varennes ou L'impossible n'est pas français. Ramsay, Paris 1982. (Vorlage für den Film Flucht nach Varennes von Ettore Scola)
- Tentation. Roman. Denoël, Paris 1983.
- Triomphe de l‘amour. Gallimard, Paris 1983.
  - (deutsch) Die letzte Bilanz. Lübbe, Bergisch Gladbach 1985. (übersetzt von Sylvia Strasser)
- Soleil. Roman. Gallimard, Paris 1985.
- Retour à Cythère. Roman. Gallimard, Paris 1988.
- Le plus beau jour de votre vie. Nouvelles. Écriture, Paris 1994.
- La dame au loup. Roman. Stock, Paris 1998.
- La chambre de feu. Roman. Éditions du Rocher, Monaco 2002.
- Au bonheur des chats. L'Archipel, Paris 2007.
- Bleu comme Van Gogh. Roman. Éditions du Rocher, Monaco 2008.

### Biographien
- Brigitte Bardot. Un mythe français. O. Orban, Paris 1986.
  - (Überarbeitung) Et Bardot créa la femme. Biographie. L'Archipel, Paris 2023.
- La petite princesse de Dieu. Plon, Paris 1992. (über Therese von Lisieux)
- (mit Orlando) Dalida. Plon, Paris 1995, 2016.
- J'ai vu. L'extraordinaire histoire de Bernadette Soubirous. Plon, Paris 2009.
- Jane Austen. Un coeur rebelle. Biographie. Écriture, Paris 2018.

### Weitere Werke
- (mit Jeanne Nolais) Histoire de Jeanne transsexuelle. Mazarine, Paris 1980.
- Regards de femmes. Presses de la Renaissance, Paris 1984. (Interviews)
- (mit Olivier Schatzky) La société de la fin du spectacle. Éditions du Rocher, Monaco 2003.
- Les maîtres du sens. Bergman, Fassbinder, Lynch, Pasolini, Visconti, et quelques autres. Séguier Archimbaud, Paris 2005.